# Tvillingderbyt
Tvillingderbyt är en högriskmatch mellan antagonisterna AIK och Djurgårdens IF i fotboll. Begreppet "tvilling" kommer från att både AIK och Djurgården grundades 1891 i Stockholm. Derbyt anses regelbundet vara den största matchen i skandinavisk fotboll och en av de största och hårdaste rivaliteterna i världsfotbollens topp 35.
De två klubbarna är bland de mest framgångsrika svenska lagen i inhemska och europeiska framgångar; sammanlagt har lagen vunnit 24 ligatitlar, 13 cuptitlar och 1 Supercuptitel. Både lagen är två av få svenska klubbar som har spelat gruppspel i någon av Uefas stora tävlingar.

## Historia
AIK grundades den 15 februari 1891 av Isidor Behrens på Norrmalm i centrala Stockholm. 4 veckor senare, den 12 mars 1891, grundade John G. Jansson Djurgårdens IF ute på ön Djugården i östra Stockholm. 
AIK började spela fotboll 1896 medan Djurgårdens IF startade 1899. Den första fotbollsmatchen mellan klubbarna spelades den 16 juli 1899 på Svea Lifgardes IP och slutade med en 2–1-seger till AIK. Lagen möttes dock ytterligare två gånger detta år, där Djurgården vann båda dessa matcher med 2–1 respektive 3–0.
Säsongen 1900 och 1901 vann AIK sina två första SM-guld då laget lyckades slå Örgryte IS i finalen två säsonger i rad. AIK vann även SM-guld 1911 innan det var dags för Djurgården att vinna klubben första SM-guld året därpå. Under hela 1910-talet konkurrerade AIK och Djurgården om SM-guldet mot varandra, där båda klubbar idag står noterade för 3 SM-titlar var under decenniet. Det var även under denna period som rivaliteten mellan föreningarna började ta fart.

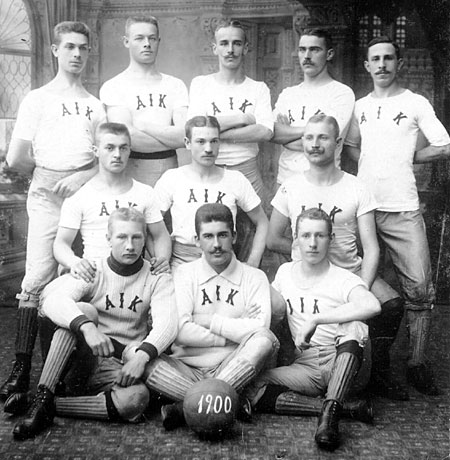
AIK:s vinnarlag 1900.

## Kultur och identitet
Både AIK och Djurgårdens IF grundades samma år – 1891 – men växte fram ur olika delar av Stockholm och med olika själ. AIK slog rot i Solna, med en supporterkultur som snabbt kom att präglas av arbetarklassen, lojalitet och passion. Djurgården, å sin sida, etablerade sig på Östermalm – en stadsdel med borgerliga anor, elegans och status. Klubben kom sedan att ta citatet "Lite finare, lite bättre" som än idag används av supportrar. Däremot finns det journalister och idrottsforskare som vill hävda att AIK under sina första årtionden betraktades mer som en överklassklubb, då klubben exempelvis år 1907 utnämnde Prins Gustaf Adolf till beskyddare och år 1932 blev den borgerliga statsministern Carl Gustaf Ekman hedersledamot.
Medan AIK kom att förknippas med “Gnaget”, ett smeknamn laddat med slit och kamp, utvecklade Djurgården ett rykte om sig att vara mer “välklädda”, sportsliga och ordentliga. Dessa skillnader har kommit att forma klubbarna i grunden – och inte minst hur deras supportrar ser på sig själva och varandra.
Idag har bägge klubbarna vuxit fram till att representerar alla olika klasser och delar av samhället.

## Supportrar
Båda klubbarna har ett stort antal supportrar i hela Stockholm. Historiskt sett finns det en geografisk indelning bland dessa; Djurgården har sina rötter i stadsdelarna Djurgården, östra Vastastan samt Östermalm, och associeras med den nordöstra delen av Stockholm varifrån de hämtat många supportrar. AIK förknippas starkt med Solna och Västerort där klubben har spelat sina hemmamatcher sedan 1937 och har av den anledningen värvat många supportrar från dessa områden.

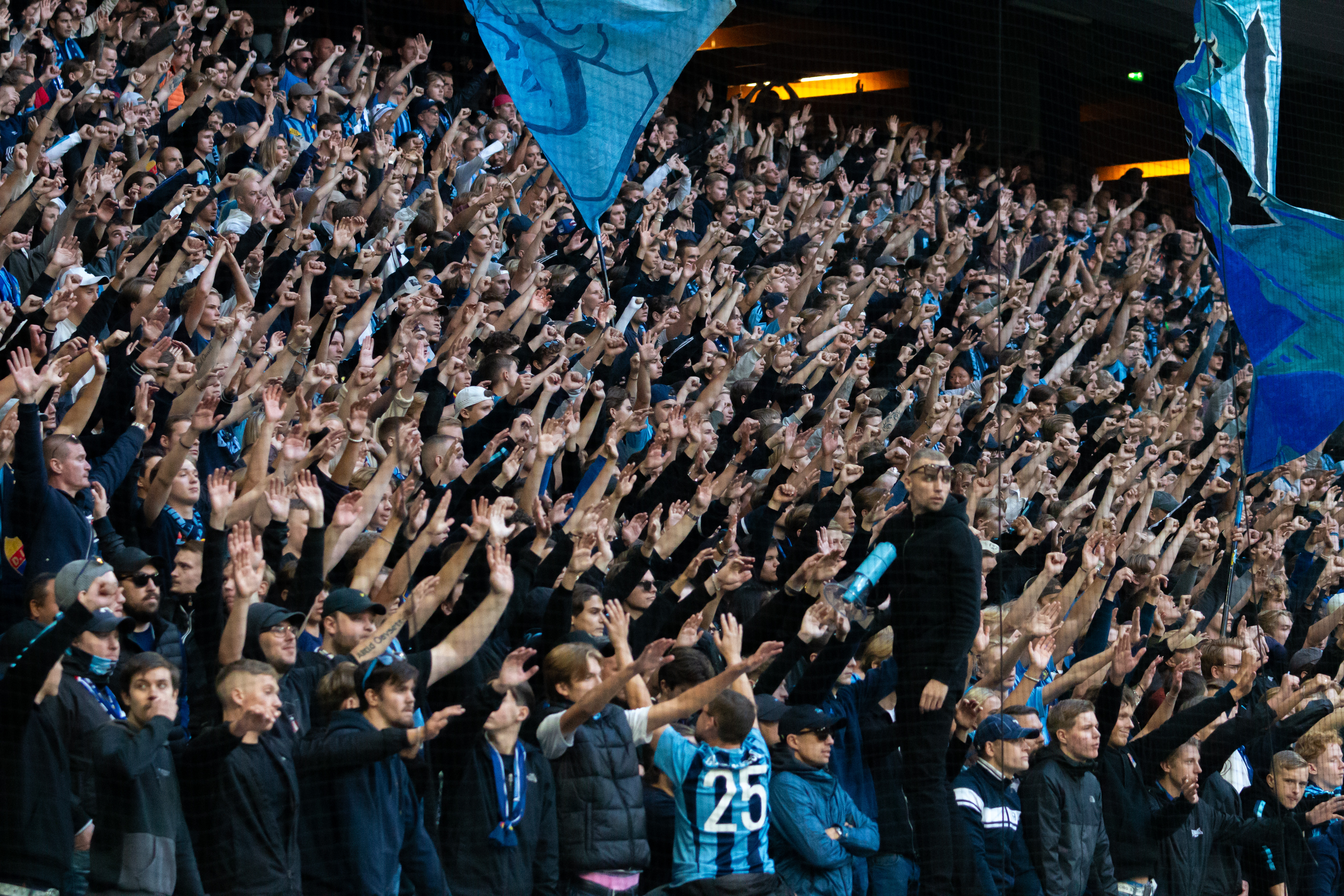
Djurgårdens supportrar på Friends Arena, 2023.

De allsvenska mötena mellan AIK och Djurgården ligger oftast i topp för matcher med högst publiksiffra i Allsvenskan. AIK och Djurgården har tillsammans vunnit den Allsvenska publikligan 42 gånger: AIK 40 och Djurgården 2.
Huvudarenan för derbyna var tidigare Råsunda, som rymde cirka 35 000 åskådare och fylldes ofta till en hög grad även om fyllnadsgraden var betydligt lägre vissa år. Matcherna sänds dessutom i TV och visas även i många sportbarer och på restauranger.
När derbyna spelades på Råsunda brukade Djurgårdsklacken finnas på den södra kortsidan (närmast Solna Centrum) som kallas Södra Stå medan AIK-klacken brukade finnas på den norra kortsidan som kallas Norra Stå.

## Tifon
Matcherna mellan AIK och Djurgården brukar allt som oftast bjuda på tifon i världsklass. Där både klubbarnas tifo-föreningar har lagt ner hårt arbete och många timmar för att stötta sitt lag. Under dessa matcher brukar även halvtidstifon förekomma, där supportrarna uppmuntrar sina spelare inför den andra halvleken med ytterligare ett tifo.

## Spelplatser
De första derbymatcherna spelades på Stockholms Stadion, men den genom åren vanligaste arenan för derbyna mellan AIK och Djurgården har varit Råsunda. I och med att Råsunda fotbollsstadion revs kom nya spelplatser för derbyna. AIK spelar från och med säsongen 2013 sina hemmaderbyn på den nya Nationalarenan – Friends Arena – medan Djurgården spelar sina hemmaderbyn på Tele2 Arena från och med sommaren 2013. De senaste åren har AIK och Djurgården skiftat vilket lag som är hemma- respektive bortalag på våren och hösten. Med detta turordningsschema för året 2013 hade Djurgården fått spela första derbyt hemma på en icke klar arena. Därför skiftades denna ordning så att AIK spelade vårderbyt hemma på den redan klara Nationalarenan och Djurgården höstderbyt hemma på sitt dito. Senaste derbyt som spelades på en annan plats än Råsunda före bytet av hemmaarenor till Friends Arena och Tele2 Arena var kvartsfinalen i Svenska cupen som spelades på Stockholms Stadion hösten 2003, en match Djurgården vann efter förlängning.

## Resultat

### Seriematcher (105 första mötena - kortfattat)
105 första mötena – datum, resultat och publiksiffra:
| År   | Datum        | Hemmalag   | Bortalag   | Resultat | Publiksiffra |
| ---- | ------------ | ---------- | ---------- | -------- | ------------ |
| 1927 | 10 augusti   | AIK        | Djurgården | 2–1      | 6 667        |
| 1928 | 9 maj        | Djurgården | AIK        | 3-3      | 7 913        |
| 1936 | 14 augusti   | AIK        | Djurgården | 4-1      | 16 000       |
| 1937 | 14 maj       | Djurgården | AIK        | 1-2      | 11 387       |
| 1945 | 8 augusti    | Djurgården | AIK        | 1-3      | 19 294       |
| 1946 | 10 maj       | AIK        | Djurgården | 3-1      | 28 838       |
| 1946 | 16 augusti   | Djurgården | AIK        | 0-2      | 21 995       |
| 1947 | 23 maj       | AIK        | Djurgården | 5-0      | 16 394       |
| 1947 | 13 augusti   | AIK        | Djurgården | 1-1      | 23 015       |
| 1948 | 14 maj       | Djurgården | AIK        | 1-3      | 25 876       |
| 1949 | 12 augusti   | Djurgården | AIK        | 1-1      | 33 737       |
| 1950 | 26 maj       | AIK        | Djurgården | 2-1      | 27 280       |
| 1950 | 18 augusti   | AIK        | Djurgården | 1-1      | 22 325       |
| 1951 | 22 maj       | Djurgården | AIK        | 2-1      | 15 256       |
| 1952 | 8 augusti    | AIK        | Djurgården | 0-0      | 18 896       |
| 1953 | 19 april     | Djurgården | AIK        | 1-2      | 25 481       |
| 1953 | 21 augusti   | Djurgården | AIK        | 2-3      | 24 805       |
| 1954 | 14 maj       | AIK        | Djurgården | 0-0      | 38 488       |
| 1954 | 12 augusti   | AIK        | Djurgården | 0-1      | 40 458       |
| 1955 | 26 maj       | Djurgården | AIK        | 0-2      | 39 696       |
| 1955 | 17 augusti   | AIK        | Djurgården | 3-1      | 32 238       |
| 1956 | 25 maj       | Djurgården | AIK        | 2-1      | 33 003       |
| 1956 | 22 augusti   | Djurgården | AIK        | 2-1      | 11 518       |
| 1957 | 17 maj       | AIK        | Djurgården | 2-1      | 34 640       |
| 1957 | 21 augusti   | Djurgården | AIK        | 1-1      | 26 079       |
| 1958 | 9 maj        | AIK        | Djurgården | 1-1      | 32 086       |
| 1958 | 15 augusti   | Djurgården | AIK        | 0-0      | 23 637       |
| 1959 | 10 juni      | AIK        | Djurgården | 1-1      | 33 060       |
| 1959 | 26 augusti   | Djurgården | AIK        | 4-2      | 38 255       |
| 1960 | 11 maj       | AIK        | Djurgården | 1-2      | 29 807       |
| 1960 | 24 augusti   | Djurgården | AIK        | 2-0      | 25 932       |
| 1963 | 12 juni      | AIK        | Djurgården | 1-1      | 38 048       |
| 1963 | 11 september | Djurgården | AIK        | 3-1      | 43 261       |
| 1964 | 10 juni      | AIK        | Djurgården | 0-0      | 35 170       |
| 1964 | 26 augusti   | Djurgården | AIK        | 3-0      | 25 718       |
| 1965 | 9 juni       | Djurgården | AIK        | 2-2      | 26 747       |
| 1965 | 2 september  | AIK        | Djurgården | 1-0      | 30 180       |
| 1966 | 25 maj       | Djurgården | AIK        | 1-0      | 24 735       |
| 1966 | 22 september | AIK        | Djurgården | 1-0      | 24 051       |
| 1967 | 25 maj       | Djurgården | AIK        | 1-1      | 44 130       |
| 1967 | 24 augusti   | AIK        | Djurgården | 0-0      | 23 938       |
| 1968 | 12 juni      | AIK        | Djurgården | 0-4      | 28 051       |
| 1968 | 4 september  | Djurgården | AIK        | 2-0      | 35 921       |
| 1969 | 4 juni       | Djurgården | AIK        | 2-0      | 20 520       |
| 1969 | 2 september  | AIK        | Djurgården | 0-1      | 22 573       |
| 1970 | 13 maj       | Djurgården | AIK        | 4-1      | 25 032       |
| 1970 | 9 september  | AIK        | Djurgården | 1-0      | 20 388       |
| 1971 | 3 juni       | Djurgården | AIK        | 1-2      | 26 014       |
| 1971 | 20 september | AIK        | Djurgården | 1-0      | 20 883       |
| 1972 | 1 juni       | AIK        | Djurgården | 1-1      | 30 759       |
| 1972 | 2 oktober    | Djurgården | AIK        | 1-2      | 20 141       |
| 1973 | 7 juni       | Djurgården | AIK        | 0-4      | 24 161       |
| 1973 | 4 september  | AIK        | Djurgården | 0-3      | 34 584       |
| 1974 | 14 maj       | Djurgården | AIK        | 0-2      | 32 527       |
| 1974 | 12 september | AIK        | Djurgården | 3-2      | 23 394       |
| 1975 | 29 maj       | AIK        | Djurgården | 1-2      | 40 669       |
| 1975 | 11 september | Djurgården | AIK        | 0-0      | 28 693       |
| 1976 | 10 juni      | Djurgården | AIK        | 1-1      | 22 121       |
| 1976 | 2 september  | AIK        | Djurgården | 5-0      | 22 905       |
| 1977 | 2 juni       | Djurgården | AIK        | 1-1      | 28 212       |
| 1977 | 23 augusti   | AIK        | Djurgården | 2-0      | 26 157       |
| 1978 | 11 maj       | Djurgården | AIK        | 0-0      | 11 206       |
| 1978 | 21 september | AIK        | Djurgården | 0-4      | 17 342       |
| 1979 | 17 maj       | Djurgården | AIK        | 0-0      | 23 378       |
| 1979 | 23 augusti   | AIK        | Djurgården | 1-1      | 14 294       |
| 1981 | 17 juni      | AIK        | Djurgården | 3-0      | 12 549       |
| 1981 | 16 september | Djurgården | AIK        | 0-0      | 5 509        |
| 1986 | 22 maj       | AIK        | Djurgården | 3-2      | 12 171       |
| 1986 | 13 augusti   | Djurgården | AIK        | 0-2      | 10 807       |
| 1988 | 6 juni       | AIK        | Djurgården | 0-0      | 16 869       |
| 1988 | 14 augusti   | Djurgården | AIK        | 0-0      | 11 063       |
| 1989 | 11 maj       | Djurgården | AIK        | 0-0      | 9 222        |
| 1989 | 31 augusti   | AIK        | Djurgården | 1-1      | 9 398        |
| 1990 | 16 maj       | AIK        | Djurgården | 1-0      | 18 948       |
| 1990 | 27 augusti   | Djurgården | AIK        | 2-1      | 13 412       |
| 1991 | 16 maj       | Djurgården | AIK        | 2-1      | 10 384       |
| 1991 | 30 maj       | AIK        | Djurgården | 0-0      | 24 049       |
| 1992 | 11 maj       | AIK        | Djurgården | 4-4      | 13 188       |
| 1992 | 21 maj       | Djurgården | AIK        | 1-1      | 15 012       |
| 1995 | 18 maj       | Djurgården | AIK        | 1-2      | 11 159       |
| 1995 | 19 september | AIK        | Djurgården | 1-2      | 16 585       |
| 1996 | 5 juni       | AIK        | Djurgården | 1-0      | 15 731       |
| 1996 | 18 september | Djurgården | AIK        | 0-2      | 11 020       |
| 1999 | 14 juni      | AIK        | Djurgården | 3-1      | 28 054       |
| 1999 | 30 augusti   | Djurgården | AIK        | 0-0      | 19 128       |
| 2001 | 15 maj       | AIK        | Djurgården | 1-1      | 27 860       |
| 2001 | 19 september | Djurgården | AIK        | 1-2      | 28 060       |
| 2002 | 13 april     | Djurgården | AIK        | 3-4      | 29 423       |
| 2002 | 8 augusti    | AIK        | Djurgården | 0-3      | 28 334       |
| 2003 | 2 juni       | AIK        | Djurgården | 3-3      | 35 197       |
| 2003 | 1 september  | Djurgården | AIK        | 2-1      | 30,609       |
| 2004 | 13 april     | Djurgården | AIK        | 3-1      | 32 590       |
| 2004 | 23 september | AIK        | Djurgården | 1-1      | 18 876       |
| 2006 | 27 april     | AIK        | Djurgården | 3-1      | 34 174       |
| 2006 | 20 september | Djurgården | AIK        | 0-1      | 31 890       |
| 2007 | 28 maj       | Djurgården | AIK        | 3-1      | 32 529       |
| 2007 | 24 september | AIK        | Djurgården | 1-1      | 34 116       |
| 2008 | 24 april     | AIK        | Djurgården | 1-1      | 34 173       |
| 2008 | 24 september | Djurgården | AIK        | 1-1      | 22 312       |
| 2009 | 5 maj        | Djurgården | AIK        | 0-1      | 21 884       |
| 2009 | 28 september | AIK        | Djurgården | 2-0      | 26 241       |
| 2010 | 2 maj        | AIK        | Djurgården | 1-2      | 21 181       |
| 2010 | 3 oktober    | Djurgården | AIK        | 2-1      | 18 511       |
| 2011 | 4 april      | Djurgården | AIK        | 0-0      | 28 931       |
| 2011 | 19 september | AIK        | Djurgården | 0-1      | 24 639       |
| 2012 | 8 maj        | AIK        | Djurgården | 1-1      | 27 112       |
| 2012 | 16 september | Djurgården | AIK        | 0-3      | 30 857       |

### Seriematcher (sista tiden på Råsunda)
| Nr       | Säsong    | Datum                                 | Arena              | Hemmalag   | Bortalag   | Res. (F/H) | Publiksiffra |
| -------- | --------- | ------------------------------------- | ------------------ | ---------- | ---------- | ---------- | ------------ |
| 74       | 1990      | 16 maj 1990                           | Råsunda            | AIK        | Djurgården | 1–0 (1–0)  | 18 948       |
| 75       | 1990      | 27 augusti 1990                       | Råsunda            | Djurgården | AIK        | 2–1 (1–0)  | 13 412       |
| 76       | 1991      | 16 maj 1991 (Grundserien)             | Råsunda            | Djurgården | AIK        | 2–1 (x–x)  | 10 384       |
| 77       | 1991      | 30 maj 1991 (Grundserien)             | Råsunda            | AIK        | Djurgården | 0–0 (0–0)  | 24 049       |
| 77 + 1   | 1991      | 19 september 1991 (Mästerskapsserien) | Råsunda            | AIK        | Djurgården | 3–0 (x–0)  | 14,672       |
| 77 + 2   | 1991      | 30 september 1991 (Mästerskapsserien) | Råsunda            | Djurgården | AIK        | 4–1 (x–x)  | 9,844        |
| 78       | 1992      | 11 maj 1992                           | Råsunda            | AIK        | Djurgården | 4–4 (x–x)  | 13 188       |
| 79       | 1992      | 21 maj 1992                           | Stockholms Stadion | Djurgården | AIK        | 1–1 (x–x)  | 15 012       |
| –        | 1993–1994 | inga möten (Djurgården i division 1)  |                    |            |            |            |              |
| 80       | 1995      | 18 maj 1995                           | Råsunda            | Djurgården | AIK        | 1–2 (0–1)  | 11 159       |
| 81       | 1995      | 19 september 1995                     | Råsunda            | AIK        | Djurgården | 1–2 (x–x)  | 16 585       |
| 82       | 1996      | 6 juni 1996                           | Råsunda            | AIK        | Djurgården | 1–0 (1–0)  | 15 731       |
| 83       | 1996      | 18 september 1996                     | Råsunda            | Djurgården | AIK        | 0–2 (0–2)  | 11 020       |
| –        | 1997–1998 | inga möten (Djurgården i division 1)  |                    |            |            |            |              |
| 84       | 1999      | 14 juni 1999                          | Råsunda            | AIK        | Djurgården | 3–1 (1–0)  | 28 054       |
| 85       | 1999      | 30 augusti 1999                       | Råsunda            | Djurgården | AIK        | 0–0 (0–0)  | 19 128       |
| –        | 2000      | inga möten (Djurgården i Superettan)  |                    |            |            |            |              |
| 86 / 1   | 2001      | 15 maj 2001                           | Råsunda            | AIK        | Djurgården | 1–1 (1–0)  | 27 860       |
| 87 / 2   | 2001      | 19 september 2001                     | Råsunda            | Djurgården | AIK        | 1–2 (x–x)  | 28 060       |
| 88 / 3   | 2002      | 13 april 2002                         | Råsunda            | Djurgården | AIK        | 3–4 (2–2)  | 29 423       |
| 89 / 4   | 2002      | 8 augusti 2002                        | Råsunda            | AIK        | Djurgården | 0–3 (0–2)  | 28 334       |
| 90 / 5   | 2003      | 2 juni 2003                           | Råsunda            | AIK        | Djurgården | 3–3 (0–1)  | 35 197       |
| 91 / 6   | 2003      | 1 september 2003                      | Råsunda            | Djurgården | AIK        | 2–1 (1–1)  | 30 609       |
| 92 / 7   | 2004      | 13 april 2004                         | Råsunda            | Djurgården | AIK        | 3–1 (0–0)  | 32 590       |
| 93 / 8   | 2004      | 23 september 2004                     | Råsunda            | AIK        | Djurgården | 1–1 (0–0)  | 18 876       |
| –        | 2005      | inga möten (AIK i Superettan)         |                    |            |            |            |              |
| 94 / 9   | 2006      | 27 april 2006                         | Råsunda            | AIK        | Djurgården | 3–1 (1–0)  | 34 174       |
| 95 / 10  | 2006      | 20 september 2006                     | Råsunda            | Djurgården | AIK        | 0–1 (0–1)  | 31 890       |
| 96 / 11  | 2007      | 28 maj 2007                           | Råsunda            | Djurgården | AIK        | 3–1 (2–1)  | 32 529       |
| 97 / 12  | 2007      | 24 september 2007                     | Råsunda            | AIK        | Djurgården | 1–1 (0–0)  | 34 116       |
| 98 / 13  | 2008      | 24 april 2008                         | Råsunda            | AIK        | Djurgården | 1–1 (1–0)  | 34 173       |
| 99 / 14  | 2008      | 24 september 2008                     | Råsunda            | Djurgården | AIK        | 1–1 (1–0)  | 22 312       |
| 100 / 15 | 2009      | 18 maj 2009                           | Råsunda            | Djurgården | AIK        | 0–1 (0–1)  | 21 884       |
| 101 / 16 | 2009      | 28 september 2009                     | Råsunda            | AIK        | Djurgården | 2–0 (1–0)  | 26 241       |
| 102 / 17 | 2010      | 2 maj 2010                            | Råsunda            | AIK        | Djurgården | 1–2 (1–1)  | 21 181       |
| 103 / 18 | 2010      | 3 oktober 2010                        | Råsunda            | Djurgården | AIK        | 2–1 (1–1)  | 18 511       |
| 104 / 19 | 2011      | 4 april 2011                          | Råsunda            | Djurgården | AIK        | 0–0 (0–0)  | 28 931 SvFF  |
| 105 / 20 | 2011      | 19 september 2011                     | Råsunda            | AIK        | Djurgården | 0–1 (0–1)  | 24 639       |
| 106 / 21 | 2012      | 8 maj 2012                            | Råsunda            | AIK        | Djurgården | 1–1 (0–0)  | 27 112 SvFF  |
| 107 / 22 | 2012      | 16 september 2012                     | Råsunda            | Djurgården | AIK        | 0–3 (0–0)  | 30 857       |

Noteringar:
- "x / 1" för möte innebär möte nummer X totalt, samt nummer 1 på 2000-talet.

### Seriematcher (tiden efter Råsunda)
| Nr       | Säsong | Datum             | Arena         | Hemmalag   | Bortalag   | Res. (F/H) | Mål (hemmalag)                                         | Mål (bortalag)                                                                               | Publiksiffra   |
| -------- | ------ | ----------------- | ------------- | ---------- | ---------- | ---------- | ------------------------------------------------------ | -------------------------------------------------------------------------------------------- | -------------- |
| 108 / 23 | 2013   | 22 maj 2013       | Friends Arena | AIK        | Djurgården | 1–1 (1–0)  | Kennedy Igboananike ('5)                               | Amadou Jawo ('54)                                                                            | 35 311         |
| 109 / 24 | 2013   | 26 september 2013 | Tele2 Arena   | Djurgården | AIK        | 2–2 (2–2)  | Andreas "Adde" Johansson ('6) Amadou Jawo ('38)        | Nabil Bahoui ('11) Henok Goitom ('27)                                                        | 27 112         |
| 110 / 25 | 2014   | 14 april 2014     | Tele2 Arena   | Djurgården | AIK        | 2–3 (0–1)  | Erton Fejzullahu ('81, straff) Haris Radetinac ('90+5) | Martin Lorentzson ('23) Nabil Bahoui ('54) Eero Markkanen ('64)                              | 25 175         |
| 111 / 26 | 2014   | 13 augusti 2014   | Friends Arena | AIK        | Djurgården | 1–1 (0–0)  | Nabil Bahoui ('54)                                     | Självmål ('60) (Per Karlsson, assisterad av Jesper Arvidsson)                                | 28 240         |
| 112 / 27 | 2015   | 25 maj 2015       | Tele2 Arena   | Djurgården | AIK        | 2–2 (0–2)  | Kerim Mrabti ('54, '83)                                | Nils-Eric Johansson ('3) Mohamed Bangura ('45+1)                                             | 27 137         |
| 113 / 28 | 2015   | 10 augusti 2015   | Friends Arena | AIK        | Djurgården | 1–0 (0–0)  | Mohamed Bangura ('64)                                  |                                                                                              | 39 387         |
| 114 / 29 | 2016   | 16 maj 2016       | Friends Arena | AIK        | Djurgården | 2–0 (1–0)  | Stefan Ishizaki ('12) Haukur Hauksson ('52)            |                                                                                              | 26 109         |
| 115/30   | 2016   | 21 september 2016 | Tele2 Arena   | Djurgården | AIK        | 0-3 (0-1)  |                                                        | Alexander Isak ('16, '65) Chinedu Obasi ('76)                                                | 22 197         |
| 116/31   | 2017   | 22 maj 2017       | Tele2 Arena   | Djurgården | AIK        | 0-1 (0-1)  |                                                        | Simon Thern ('20)                                                                            | 25 754         |
| 117/32   | 2017   | 27 augusti 2017   | Friends Arena | AIK        | Djurgården | 1-1 (1-0)  | Chinedu Obasi ('39)                                    | Aliou Badji ('84)                                                                            | 33 157         |
| 118/33   | 2018   | 15 april 2018     | Friends Arena | AIK        | Djurgården | 2-0 (1-0)  | Rasmus Lindkvist ('15) Tarik Elyounoussi ('46)         |                                                                                              | 30 552         |
| 119/34   | 2018   | 21 oktober 2018   | Tele2 Arena   | Djurgården | AIK        | 0-0 (0-0)  |                                                        |                                                                                              | 21 711         |
| 120/35   | 2019   | 12 maj 2019       | Tele2 Arena   | Djurgården | AIK        | 0-2 (0-0)  |                                                        | Tarik Elyounoussi ('52, '64)                                                                 | 21 127         |
| 121/36   | 2019   | 1 september 2019  | Friends Arena | AIK        | Djurgården | 1-0 (1-0)  | Sebastian Larsson ('23)                                |                                                                                              | 45 367         |
| 122/37   | 2020   | 26 juli 2020      | Friends Arena | AIK        | Djurgården | 0-1 (0-0)  |                                                        | Aslak Fonn Witry ('77)                                                                       | - (Corona)     |
| 123/38   | 2020   | 8 nov 2020        | Tele2 Arena   | Djurgården | AIK        | 0-1 (0-0)  |                                                        | Nabil Bahoui ('74)                                                                           | - (Corona)     |
| 124/39   | 2021   | 8 augusti 2021    | Tele2 Arena   | Djurgården | AIK        | 1-4 (1-1)  | Haris Radetinac ('29)                                  | Henok Goitom ('8) Sebastian Larsson ('50) Nicolas Stefanelli ('69) Alexander Milosevic ('80) | 8 342 (Corona) |
| 125/40   | 2021   | 3 oktober 2021    | Friends Arena | AIK        | Djurgården | 1-0 (1-0)  | Nicolás Stefanelli ('45+2)                             |                                                                                              | 42 539         |
| 126/41   | 2022   | 24 april 2022     | Friends Arena | AIK        | Djurgården | 1-0 (1-0)  | Nicolás Stefanelli ('45)                               |                                                                                              | 41 407         |
| 127/42   | 2022   | 16 oktober 2022   | Tele2 Arena   | Djurgården | AIK        | 1-2 (1-1)  | Karl Holmberg ('90+4)                                  | John Guidetti ('10) Nicolás Stefanelli ('61)                                                 | 26 702         |
| 128/43   | 2023   | 28 maj 2023       | Tele2 Arena   | Djurgården | AIK        | 1-0 (0-0)  | Marcus Danielson ('82)                                 |                                                                                              | 26 084         |
| 129/44   | 2023   | 24 september 2023 | Friends Arena | AIK        | Djurgården | 2-0 (0-0)  | Ioannis Pittas ('52, '90)                              |                                                                                              | 41 327         |
| 130/45   | 2024   | 21 april 2024     | Friends Arena | AIK        | Djurgården | 2-0 (0-0)  | Bersant Celina ('57) Ioannis Pittas ('75)              |                                                                                              | 44 734         |
| 131/46   | 2024   | 18 augusti 2024   | Tele2 Arena   | Djurgården | AIK        | 0-2 (0-1)  | Bersant Celina ('39) Rui Modesto ('63)                 |                                                                                              | 26 225         |

### Bästa målskyttar
Följande spelare har gjort 2 eller fler mål i allsvenska möten (cupmål ej medräknade):
| Spelare                  | Född (ålder)      | Klubb våren 2024 | Mål          | Notering                        |
| ------------------------ | ----------------- | ---------------- | ------------ | ------------------------------- |
| Pascal Simpson           | 4 maj 1971        | karriär avslutad | 4 eller fler |                                 |
| Nicolas Stefanelli       | 22 november 1994  | Fehérvár FC      | 4            |                                 |
| Mikael Martinsson        | 29 mars 1966      | karriär avslutad | 4 eller fler |                                 |
| Stefan Ishizaki          | 15 maj 1982       | karriär avslutad | 4            |                                 |
| Nebojsa Novakovic        | 29 oktober 1964   | karriär avslutad | 3 eller fler |                                 |
| Krister Nordin           | 25 februari 1968  | karriär avslutad | 3 eller fler |                                 |
| Mohamed Bangura          | 27 juli 1989      | karriär avslutad | 3            |                                 |
| Nabil Bahoui             | 5 februari 1991   | Persepolis FC    | 4            |                                 |
| Kennedy Igboananike      | 26 februari 1989  | karriär avslutad | 3            | 2 mål för Djurgården, 1 för AIK |
| Antonio Flavio           | 5 januari 1987    | Capivariano      | 3            |                                 |
| Kim Källström            | 24 augusti 1982   | karriär avslutad | 3            |                                 |
| Andreas "Adde" Johansson | 5 juli 1978       | karriär avslutad | 3            |                                 |
| Andreas Andersson        | 10 april 1974     | karriär avslutad | 3            |                                 |
| Mats Rubarth             | 25 januari 1977   | karriär avslutad | 2            | Även målskytt i Cupkvarten 2003 |
| Louay Chanko             | 29 november 1979  | karriär avslutad | 2            | Även målskytt i Cupfinalen 2002 |
| Alexander Isak           | 21 september 1999 | Newcastle        | 2            |                                 |
| Kerim Mrabti             | 20 maj 1994       | K.V. Mechelen    | 2            |                                 |
| Amadou Jawo              | 26 september 1984 | Djurgården       | 2            |                                 |
| Johan Oremo              | 24 oktober 1986   | karriär avslutad | 2            |                                 |
| Daniel Sjölund           | 22 april 1983     | karriär avslutad | 2            |                                 |
| Thiago Quirino da Silva  | 4 januari 1985    | karriär avslutad | 2            |                                 |
| Johan Elmander           | 27 maj 1981       | karriär avslutad | 2            |                                 |
| Jones Kusi-Asare         | 21 maj 1980       | karriär avslutad | 2            |                                 |

Notering: fet stil på spelarnamn innebär att spelarna fortfarande representerar antingen AIK eller Djurgården. Kursiv stil avser avslutad spelarkarriär.

### Cupmatcher (Svenska Cupen)
| Nr | Säsong    | Datum                              | Arena Spelort      | Vinnarlag  | Förlorarlag | Res. (F/H)              | Mål (vinnare)                                                       | Mål (förlorare)       | Publiksiffra |
| -- | --------- | ---------------------------------- | ------------------ | ---------- | ----------- | ----------------------- | ------------------------------------------------------------------- | --------------------- | ------------ |
| 1  | 1947      | 13 juli 1947 Kvartsfinal           | Solna              | AIK        | Djurgården  | 3–2                     | ?                                                                   | ?                     | 9 388        |
| 2  | 1949      | 3 juli 1949 Åttondelsfinal         | Solna              | AIK        | Djurgården  | 6–1                     | ?                                                                   | ?                     | 11 997       |
| 3  | 1969      | 7 april 1969 Kvartsfinal           | Solna              | AIK        | Djurgården  | 1–1                     | ?                                                                   | ?                     | 3 816        |
| 4  | 1969      | 23 april 1969 Kvartsfinal (omspel) | Solna              | AIK        | Djurgården  | 1–0                     | ?                                                                   |                       | 2 562        |
| 5  | 1972–73   | 5 november 1972 Kvartsfinal        | Solna              | AIK        | Djurgården  | 2–3 2–2 (full tid)      | ?                                                                   | ?                     | 1 655        |
| 6  | 1981–82   | 26 juli 1981 32-delsfinal          | Råsunda            | AIK        | Djurgården  | 0–3                     | Peter Strömberg (36) Ronald Åman (60) Självmål, Göran Karlsson (87) |                       | 4 193        |
| 7  | 1987–88   | 19 augusti 1987 Åttondelsfinal     | Stockholm          | Djurgården | AIK         | 0–3                     |                                                                     | ?                     | 3 507        |
| 8  | 1994-95   | 20 april 1995 Kvartsfinal          | Råsunda            | AIK        | Djurgården  | 1–0                     | Marco Ciardi (59)                                                   |                       | 5 354        |
| 9  | 2002      | 9 november 2002 Final              | Råsunda            | Djurgården | AIK         | 1–0 (e.fl.) 0–0 (0–0)   | Louay Chanko (99)                                                   |                       | 33 727       |
| 10 | 2003      | 2 oktober 2003 Kvartsfinal         | Stockholms Stadion | Djurgården | AIK         | 2–1 (e.fl.) 1–1 (0–0)   | Yannick Bapupa (75) Stefan Bergtoft (99)                            | Mats Rubarth (86)     | 8 980        |
| 11 | 2017-18   | 18 mars 2018 Semifinal             | Friends Arena      | Djurgården | AIK         | 2–0 (0–0)               | Tinotenda Kadewere (46) Kerim Mrabti (67)                           |                       | 21 200       |
| 12 | 2023-2024 | 17 mars 2024 Semifinal             | Friends Arena      | Djurgården | AIK         | 1–1 (e. fl.) 3–4 (str.) | Lucas Bergvall (14)                                                 | Victor Andersson (95) | 36 910       |

Källor för cupen:
- SFS Fotbollsstatistik - Svenska Cupen

## Inbördes möten
Inbördes möten i tävlingssammanhang. Statistiken inkluderar alla möten till och med andra allsvenska mötet säsongen 2024.
|                                            | Period     | Matcher | AIK-vinst | Oavgjort | Djurgården-vinst | Noteringar                                    |
| ------------------------------------------ | ---------- | ------- | --------- | -------- | ---------------- | --------------------------------------------- |
| Stockholms Idrottsförbunds Fotbollstävling | 1899-1900  | 3       | 1         | 1        | 1                |                                               |
| Rosenska Pokalen                           | 1900-1901  | 8       | 1         | 1        | 6                |                                               |
| Svenska Bollspelsförbundets Serie Klass I  | 1902-1905  | 4       | 0         | 0        | 4                |                                               |
| Svenska Mästerskapet                       | 1904-1922  | 6       | 1         | 0        | 5                |                                               |
| Stockholmsserien Klass 1                   | 1906-1909  | 5       | 1         | 0        | 4                |                                               |
| Distriktsmästerskapen                      | 1909-1968  | 8       | 2         | 2        | 4                |                                               |
| Wicanderska välgörenhetsskölden            | 1909       | 1       | 1         | 0        | 0                |                                               |
| Svenska Serien                             | 1910-1924  | 23      | 8         | 7        | 8                |                                               |
| Allsvenskan                                | 1924-      | 131     | 56        | 45       | 30               | Inkluderar statistiken för 2000-talet.        |
|                                            | 2000-talet | 46      | 23        | 14       | 9                | Särredovisad statistik för 2000-talets möten. |
| Allsvenskan - kvalspel                     | 1982       | 2       | 1         | 1        | 0                |                                               |
| Mästerskapsserien                          | 1991-1992  | 2       | 1         | -        | 1                |                                               |
| Svenska Cupen                              | 1941-      | 11      | 5         | 1        | 6                |                                               |
| Stockholm Cup                              | 1983       | 1       | 0         | 0        | 1                |                                               |
| Sammanlagt                                 | 1899-      | 205     | 78        | 58       | 70               |                                               |

Notering: statistiken för inbördes möten är hämtad från tyska versionen av denna artikel.

### Fotnoter
1. ↑  ”Tvillingderbyt –125 år av rivalitet”. Aftonbladet. https://www.aftonbladet.se/sportbladet/fotboll/a/8wjdmx/tvillingderbyt--125-ar-av-rivalitet. Läst 21 januari 2020.
2. ↑  ”World Soccer’s 50 Greatest Derbies”. Arkiverad från originalet den 2014-02-02 utgivare=theoffside.com. https://web.archive.org/web/20140202100815/http://www.theoffside.com/world-football/world-soccers-50-greatest-derbies.html. Läst 25 januari 2014.
3. ↑  ”Nordens största derby - största derbyn i Norden!”. Silly Season. 9 januari 2017. https://sillyseason.se/fotboll/nordens-storsta-derby-storsta-derbyn-norden-155318/. Läst 2 november 2023.
4. ↑  ”World Soccer’s 50 Greatest Derbies - The Offside”. web.archive.org. 2 februari 2014. Arkiverad från originalet den 2 februari 2014. https://web.archive.org/web/20140202100815/http://www.theoffside.com/world-football/world-soccers-50-greatest-derbies.html. Läst 5 november 2023.
5. ↑  ”Svenska mästare 1896-25, 1931- - Svensk fotboll”. www.svenskfotboll.se. https://www.svenskfotboll.se/serier-cuper/elitfotboll/historik-herr/svenska-mastare-1896-/. Läst 2 november 2023.
6. ↑  ”MANSCHETTKNAPPAR LITE FINARE”. DJURGÅRDSBUTIKEN. https://difbutiken.se/produkt/manchett-lite-finare/. Läst 22 maj 2025.
7. ↑  ”Lite finare, lite bättre – ett reportage om fotboll och klass”. Fotboll Sthlm. 21 december 2024. https://fotbollsthlm.se/reportage/upplast-lite-finare-lite-battre-ett-reportage-om-fotboll-och-klass/. Läst 22 maj 2025.
8. ↑  ”1890-1899”. Djurgården Fotboll. https://www.dif.se/om-dif/historia/1890-1899. Läst 4 mars 2024.
9. ↑  ”40:e segern i publikligan”. AIK Fotboll. https://www.aikfotboll.se/nyheter/40e-segern-i-publikligan-2021-12-06. Läst 4 november 2023.
10. ↑  ”Tvillingderbyts allra bästa tifon någonsin”. nyheter24.se. 12 augusti 2015. https://nyheter24.se/sport/fotboll/806444-tvillingderbyts-allra-basta-tifon-nagonsin. Läst 5 november 2023.
11. ↑  ”Arkiverade kopian”. Arkiverad från originalet den 28 maj 2023. https://web.archive.org/web/20230528221901/https://www.svenskfotboll.se/matchfakta/5071312/. Läst 28 maj 2023.
12. ↑  ”Arkiverade kopian”. Arkiverad från originalet den 28 maj 2023. https://web.archive.org/web/20230528221903/https://www.svenskfotboll.se/matchfakta/5391340/. Läst 28 maj 2023.
13. ↑  ”Arkiverade kopian”. Arkiverad från originalet den 28 maj 2023. https://web.archive.org/web/20230528221901/https://www.svenskfotboll.se/matchfakta/5391452/. Läst 28 maj 2023.
14. ↑  ”Arkiverade kopian”. Arkiverad från originalet den 23 april 2024. https://web.archive.org/web/20240423203552/https://www.svenskfotboll.se/matchfakta/aik-djurgarden-allsvenskan-herrar/5745886//. Läst 23 april 2024.
15. ↑  https://www.svenskfotboll.se/livescore/#?date=2024-08-18&game=5746006
16. ↑  ”AIK Statistikdatabas”. www.aikstats.se. https://www.aikstats.se/matches.php?id=2344. Läst 18 mars 2024.
17. ↑  ”AIK Statistikdatabas”. www.aikstats.se. https://www.aikstats.se/matches.php?id=2379. Läst 18 mars 2024.
18. ↑  ”Svenska Cupen, Slutspel Matchinformation: AIK mot Djurgården 2018-03-18 (0-2)”. fogis.se. Svenska Fotbollförbundet. https://fogis.se/information/?scr=result&fmid=3932510.[död länk]
19. ↑  ”Svenska Cupen 2023/24, Slutspel”. Svenska Fotbollförbundet. 17 mars 2024. Arkiverad från originalet den 10 mars 2024. https://web.archive.org/web/20240310143443/https://www.svenskfotboll.se/matchfakta/aik-djurgarden-svenska-cupen-herrar/5885878/. Läst 19 mars 2024.